# 10018 Lykawka
10018 Lykawka este o planetă minoră (asteroid), cu un diametru de 11,192 km, din centura de asteroizi. A fost descoperită pe 25 iunie 1979 la Observatorul Siding Spring de Eleanor F. Helin. 
Obiectul prezintă o orbită caracterizată de o semiaxă mare de 3,1003089 UAi, o excentricitate de 0,14, o înclinație de 1,67039 ° în raport cu ecliptica.